# Demjaniw Las

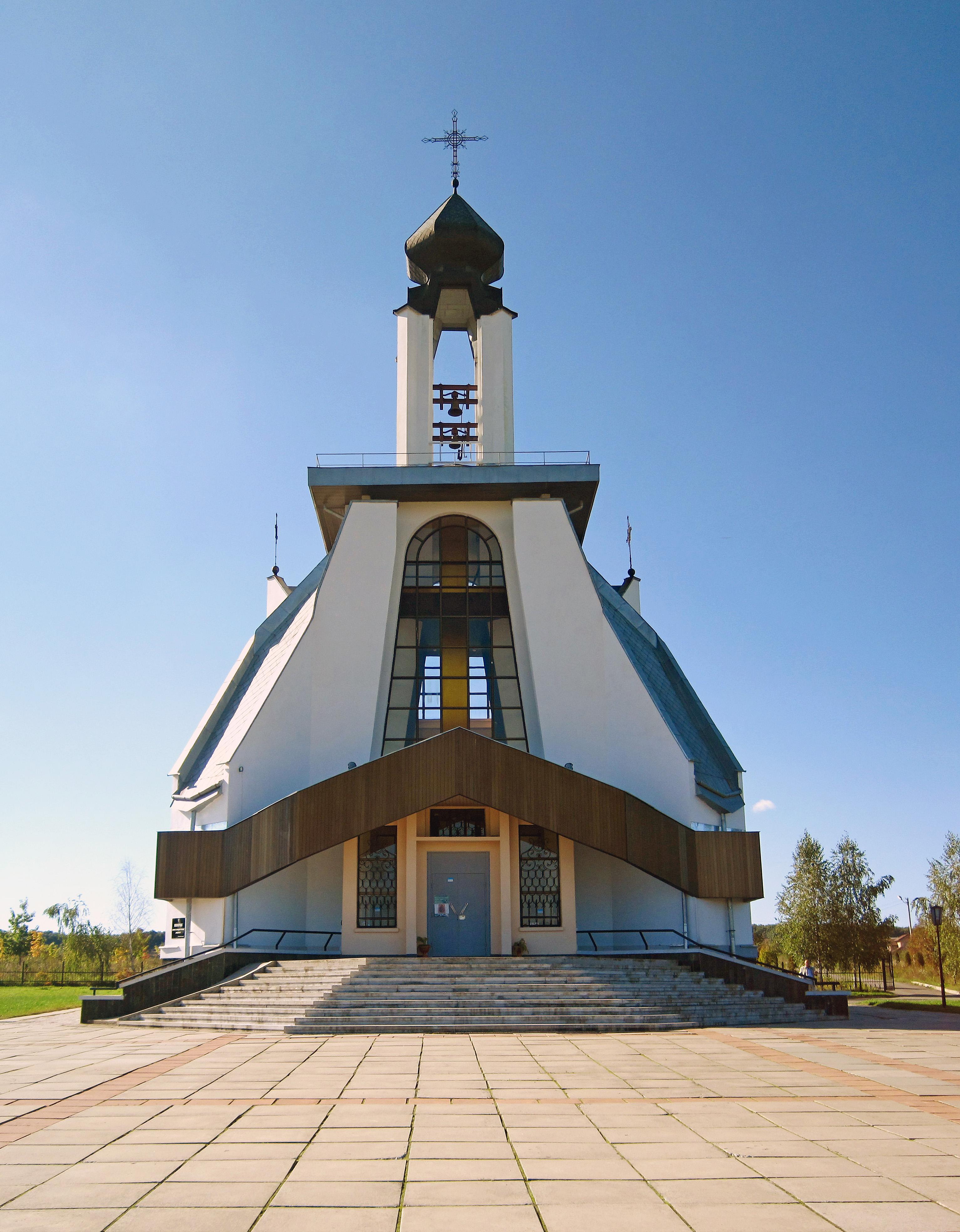
Gedenkstätte

Demjaniw Las (ukrainisch Дем'янів лаз; russisch Демьянов Лаз Demjanow Las, polnisch Demianów Łaz) ist der Name eines Tales bei Iwano-Frankiwsk in der Oblast Iwano-Frankiwsk in der Westukraine. Hier befand sich ein Massengrab von durch den NKWD exekutierten Menschen aus der Zeit von 1939 bis 1941. Die meisten Opfer wiesen Einschusslöcher im Hinterkopf auf. Die Überreste von über 500 Menschen wurden Ende Oktober 1989 ordentlich beigesetzt. Es gibt eine kleine Gedenkstätte.